# Nomada mutica
Nomada mutica là một loài Hymenoptera trong họ Apidae. Loài này được Morawitz mô tả khoa học năm 1872.